# Jacques Debré
Pour les autres membres de la famille, voir Famille Debré.
Jacques Léon Debré (1885-1969) est un des fils de Simon Debré, Grand rabbin de Neuilly-sur-Seine, un frère du professeur de médecine Robert Debré et un oncle du Premier  ministre Michel Debré. Il est président de la Compagnie Industrielle des Télécommunications. Ingénieur, diplômé de L'école Polytechnique (promotion 1905).

## Biographie
Jacques Debré est né le 5 février 1885 à Sedan. Il est un des quatre enfants du Grand rabbin de Neuilly, Simon Debré et de Marianne Trenel,.
En 1882, Simon Debré épouse Marianne Trenel, fille du rabbin Isaac Léon Trenel, directeur du Séminaire israélite de France (SIF).
Jacques Debré porte le prénom de son grand-père paternel, Jacques Anselme Debré (Déprés), né à Traenheim en 1800
Jacques Debré a pour frère aîné Robert Debré (1882-1978), fondateur de la pédiatrie, une sœur Claire Debré-Schwartz (1888-1972), mère de Laurent Schwartz, mathématicien engagé et médaille Fields et de Bertrand Schwartz et un plus jeune frère, Germain Debré (1890-1948), un architecte.
Jacques Debré est décédé le 13 mai 1969 à Paris 15e. Il est enterré au cimetière d'Autouillet (Yvelines).

## Décorations
- Chevalier dans l'Ordre du Mérite postal. Nommé par arrêté du 15 janvier 1954 (BO PTT 1954, 54 Cab 4, page 36)